# زیردریایی یو-۱۱۰ (۱۹۴۰)
زیردریایی یو-۱۱۰ (۱۹۴۰) (به انگلیسی: German submarine U-110 (1940)) یک زیردریایی بود که طول آن ۷۶٫۵ متر (۲۵۱ فوت) بود. این زیردریایی در سال ۱۹۴۰ ساخته شد.